# ريتشارد ديفيز (لاعب كريكت)
ريتشارد ديفيز (11 فبراير 1954 في المملكة المتحدة - ) (بالإنجليزية: Richard Davies)‏ هو لاعب كريكت بريطاني. لعب مع نادي وارويكشاير للكريكيت ‏ وBerkshire County Cricket Club ‏.

## وصلات خارجية
- ريتشارد ديفيز على موقع إي آس بي آن كريك إنفو (الإنجليزية)